# Championnat d'Autriche de football américain
Le Championnat d'Autriche de football américain est une compétition réunissant l'élite des clubs autrichiens de football américain depuis 1984. Il n'y a pas eu d'épreuve organisée en 1985. Des clubs issus de la République tchèque, de la Slovaquie et de la Slovénie intègrent également de manière disparate ce championnat. 
Cette compétition se dispute avec une phase régulière de type championnat lequel est suivi d'une phase de playoffs laquelle se termine par la finale dénommée « Austrian Bowl ».

## Clubs de la saison 2025
La Ligue d'Autriche de football (AFL) se compose de six équipes en 2025 :
- Swarco Raiders du Tyrol (Autriche)
- Vikings de Vienne (Autriche)
- Giants de Graz (Autriche)
- Dragons du Danube (Autriche)
- Panthers de Prague  (République tchèque)
- Ducks de Salzbourg (Autriche)

## Palmarès
| Date                  | Édition | Vainqueur             | Score   | Finaliste                  |
| --------------------- | ------- | --------------------- | ------- | -------------------------- |
| 1984                  | I       | Lions de Salzbourg    | 27 – 10 | Giants de Graz             |
| 1986                  | II      | Giants de Graz        | 31 – 12 | Vikings de Vienne          |
| 1987                  | III     | Giants de Graz        | 20 – 10 | Lions de Salzbourg         |
| 1988                  | IV      | Giants de Graz        | 33 – 15 | Vikings de Vienne          |
| 1989                  | V       | Lions de Salzbourg    | 34 – 0  | Giants de Graz             |
| 1990                  | VI      | Giants de Graz        | 59 – 07 | Klosterneuburg Mercenaries |
| 1991                  | VII     | Giants de Graz        | 38 – 07 | Vikings de Vienne          |
| 1992                  | VIII    | Giants de Graz        | 28 – 13 | Schwarzenau Rangers        |
| 1993                  | IX      | Oscar Dinos           | 46 – 09 | Bulls de Salzbourg         |
| 1994                  | X       | Vikings de Vienne     | 45 – 23 | Giants de Graz             |
| 1995                  | XI      | Giants de Graz        | 26 – 20 | Vikings de Vienne          |
| 1996                  | XII     | Vikings de Vienne     | 41 – 35 | Giants de Graz             |
| 1997                  | XIII    | Giants de Graz        | 35 – 14 | Klosterneuburg Mercenaries |
| 1998                  | XIV     | Giants de Graz        | 43 – 03 | Vikings de Vienne          |
| 1999                  | XV      | Vikings de Vienne     | 37 – 35 | Giants de Graz             |
| 2000                  | XVI     | Vikings de Vienne     | 34 – 28 | Raiders du Tyrol           |
| 2001                  | XVII    | Vikings de Vienne     | 24 – 14 | Raiders du Tyrol           |
| 2002                  | XVIII   | Vikings de Vienne     | 52 – 21 | Giants de Graz             |
| 2003                  | XIX     | Vikings de Vienne     | 56 – 42 | Giants de Graz             |
| 2004                  | XX      | Raiders du Tyrol      | 28 – 20 | Vikings de Vienne          |
| 2005                  | XXI     | Vikings de Vienne     | 43 – 14 | Raiders du Tyrol           |
| 2006                  | XXII    | Raiders du Tyrol      | 43 – 13 | Vikings de Vienne          |
| 14 juillet 2007       | XXIII   | Vikings de Vienne     | 21 – 14 | Giants de Graz             |
| 27 juin 2008          | XXIV    | Giants de Graz        | 31 – 21 | Raiders du Tyrol           |
| 18 juillet 2009       | XXV     | Vikings de Vienne     | 22 – 19 | Giants de Graz             |
| 9 juillet 2010        | XXVI    | Danube Dragons        | 28 – 21 | Raiders du Tyrol           |
| 23 juin 2011          | XXVII   | Raiders du Tyrol      | 23 – 13 | Vikings de Vienne          |
| 28 juillet 2012       | XXVIII  | Vikings de Vienne     | 48 – 34 | Raiders du Tyrol           |
| 27 juillet 2013       | XXIX    | Vikings de Vienne     | 48 – 31 | Raiders du Tyrol           |
| 26 juillet 2014       | XXX     | Vikings de Vienne     | 24 – 17 | Raiders du Tyrol           |
| 11 juillet 2015       | XXXI    | Raiders du Tyrol      | 38 – 0  | Vikings de Vienne          |
| 23 juillet 2016       | XXXII   | Raiders du Tyrol      | 51 – 07 | Giants de Graz             |
| 29 juillet 2017       | XXXIII  | Vikings de Vienne     | 45 – 26 | Raiders du Tyrol           |
| 21 juillet 2018       | XXXIV   | Raiders du Tyrol      | 51 – 48 | Vikings de Vienne          |
| 27 juillet 2019       | XXXV    | Raiders du Tyrol      | 42 – 34 | Vikings de Vienne          |
| 5 – 26 septembre 2020 |         | Vikings de Vienne     | 3 – 0*  | Giants de Graz             |
| 31 juillet 2021       | XXXVI   | Raiders du Tyrol      | 35 – 14 | Vikings de Vienne          |
| 30 juillet 2022       | XXXVII  | Danube Dragons        | 51 – 29 | Vikings de Vienne          |
| 29 juillet 2023       | XXXVIII | Danube Dragons        | 14 – 13 | Vikings de Vienne          |
| 28 juillet 2024       | XXXIX   | Prague Black Panthers | 20 – 14 | Vikings de Vienne          |
| 26 juillet 2025       | XL      | Vikings de Vienne     | 27 – 17 | Danube Dragons             |

* meilleur de 5 matchs

## Tableau d'honneur
|   | Club                                           | Nombre de titres | Dernier titre | Nombre de finales perdues | Dernière défaite en finale |
| - | ---------------------------------------------- | ---------------- | ------------- | ------------------------- | -------------------------- |
| 1 | Vikings de Vienne                              | 16*              | 2025          | 15                        | 2024                       |
| 2 | Giants de Graz                                 | 10               | 2008          | 11                        | 2020                       |
| 3 | Raiders du Tyrol                               | 8                | 2021          | 9                         | 2017                       |
| 4 | Danube Dragons (ex-Klosterneuburg Mercenaries) | 3                | 2023          | 3                         | 2025†                      |
| 5 | Lions de Salzbourg                             | 2                | 1989          | 1                         | 1987                       |
| 6 | Oscar Dinos                                    | 1                | 1992          | –                         | –                          |
| 6 | Prague Black Panthers                          | 1                | 2024          | –                         | –                          |

* plus un titre autrichien en 2024, lorsque Prague a remporté le championnat
† deux sous le nom Klosterneuburg Mercenaries